# Eugène Fabry
Eugène Fabry (Marselha, 16 de outubro de 1856 – Mazargues, Marselha, 6 de outubro de 1944) foi um matemático francês, que trabalhou com análise matemática.

## Vida
Fabry estudou em Marselha com bacharelado em 1873, e de 1874 a 1876 na École polytechnique com diploma de engenheiro. Recebeu em 1878 a licenciatura em matemática em Paris, trabalhando depois como engenheiro. Em 1881 obteve a licenciatura em física em Marselha e lecionou em ginásios em Tarbes (a partir de 1882), Carcassonne (1883) e Tours (1883). Obteve um doutorado em matemática em agosto de 1885 e foi a partir de 1884 Maitre de conférences na Universidade de Rennes e a partir de 1886 em Nancy. No mesmo ano foi Chargé de cours na Universidade de Montpellier, onde foi em 1890 professor de mecânica. A partir de 1920 foi professor de análise na Universidade de Aix-Marselha.
Fabry foi colaborador da edição francesa da Encyklopädie der mathematischen Wissenschaften.
Irmão do físico Charles Fabry.

## Obras
- L'art de construire les ballons en papier, C. Mendel, 1884
- Sur les intégrales des équations différentielles linéaires à coefficients rationnels, Gauthier-Villars, 1885
- Traité de mathématiques générales, Paris: A. Hermann, 1911
- Problèmes et exercices de mathématiques générales, A. Hermann, 1913
- Problèmes d'analyse mathématique, A. Hermann, 1913
- Nouveau traité de mathématiques générales, J. Hermann, 1925